# Arctic Race de Noruega 2019
La 7.ª edición de la Arctic Race de Noruega fue una carrera de ciclismo en ruta por etapas que se celebró entre el 15 y el 18 de agosto de 2019 en Noruega, con inicio en el poblado de Å perteneciente al municipio de Moskenes, en las islas Lofoten y final en la ciudad de Narvik sobre un recorrido de 687 kilómetros.
La prueba perteneció al UCI Europe Tour 2019 dentro de la categoría 2.HC (máxima categoría de estos circuitos). El vencedor final fue el Kazajo Alexey Lutsenko del Astana seguido del francés Warren Barguil del Arkéa Samsic y el letón Krists Neilands del Israel Cycling Academy.

## Equipos participantes
Tomaron parte en la carrera 20 equipos: 4 de categoría UCI WorldTeam; 13 de categoría Profesional Continental; y 3 de categoría Continental. Formando así un pelotón de 119 ciclistas de los que acabaron 109. Los equipos participantes fueron:
| WorldTeams (4)- Astana - Dimension Data - Katusha-Alpecin - Team Jumbo-Visma Equipos continentales profesionales (13)- Cofidis, Solutions Crédits - Arkéa-Samsic - Total Direct Énergie - Wanty-Groupe Gobert - Riwal Readynez - Euskadi Basque Country-Murias - Israel Cycling Academy - Vital Concept-B&B Hotels - Rally UHC Cycling - Sport Vlaanderen-Baloise - Delko-Marseille Provence - Wallonie Bruxelles - Corendon-Circus Equipos continentales (3)- Joker Fuel of Norway - Coop - Uno-X Norwegian Development |
| |

## Recorrido
La Arctic Race de Noruega dispuso de cuatro etapas para un recorrido total de 687 kilómetros.
| Etapa     | Fecha     | Recorrido             | type                   | Distancia (km) | Ganador              | Líder                |
| --------- | --------- | --------------------- | ---------------------- | -------------- | -------------------- | -------------------- |
| 1.ª etapa | 15 de ago | Å – Leknes            | etapa escarpada        | 182            | Mathieu van der Poel | Mathieu van der Poel |
| 2.ª etapa | 16 de ago | Henningsvær – Svolvær | etapa llana            | 168,5          | Bryan Coquard        | Mathieu van der Poel |
| 3.ª etapa | 17 de ago | Sortland              | etapa de media montaña | 176,5          | Odd Christian Eiking | Warren Barguil       |
| 4.ª etapa | 18 de ago | Lødingen – Narvik     | etapa llana            | 166,5          | Markus Hoelgaard     | Alexéi Lutsenko      |

### 1.ª etapa
| Å - Leknes | etapa escarpada | (182 km) |

| \| Clasificación de la etapa \| Clasificación de la etapa \| Clasificación de la etapa \| Clasificación de la etapa \| Clasificación de la etapa \| \| Ciclista \| Ciclista \| Equipo \| Tiempo \| \| \| ------------------------- \| ------------------------- \| ------------------------- \| ------------------------- \| ------------------------- \| \| 1.º \| Mathieu van der Poel \| Corendon-Circus \| 3 h 45 min 14 s \| \| \| 2.º \| Danny van Poppel \| Team Jumbo-Visma \| + 0 s \| \| \| 3.º \| Andrea Pasqualon \| Wanty-Gobert \| + 0 s \| \| \| 4.º \| Benjamin Declercq \| Sport Vlaanderen-Baloise \| + 0 s \| \| \| 5.º \| Krists Neilands \| Israel Cycling Academy \| + 0 s \| \| |                      |                          |                 |
| |                      |                          |                 |
| Fuente: ProCyclingStats |                      |                          |                 |
| Clasificación de la etapa |                      |                          |                 |
| Ciclista | Ciclista             | Equipo                   | Tiempo          |
| 1.º | Mathieu van der Poel | Corendon-Circus          | 3 h 45 min 14 s |
| 2.º | Danny van Poppel     | Team Jumbo-Visma         | + 0 s           |
| 3.º | Andrea Pasqualon     | Wanty-Gobert             | + 0 s           |
| 4.º | Benjamin Declercq    | Sport Vlaanderen-Baloise | + 0 s           |
| 5.º | Krists Neilands      | Israel Cycling Academy   | + 0 s           |

| \| Clasificación general \| Clasificación general \| Clasificación general \| Clasificación general \| Clasificación general \| \| Ciclista \| Ciclista \| Equipo \| Tiempo \| \| \| --------------------- \| --------------------- \| --------------------------- \| --------------------- \| --------------------- \| \| 1.º \| Mathieu van der Poel \| Corendon-Circus \| 3 h 45 min 04 s \| \| \| 2.º \| Alexéi Lutsenko \| Astana \| + 3 s \| \| \| 3.º \| Danny van Poppel \| Team Jumbo-Visma \| + 4 s \| \| \| 4.º \| Andrea Pasqualon \| Wanty-Gobert \| + 5 s \| \| \| 5.º \| Markus Hoelgaard \| Uno-X Norwegian Development \| + 6 s \| \| |                      |                             |                 |
| |                      |                             |                 |
| Fuente: ProCyclingStats |                      |                             |                 |
| Clasificación general |                      |                             |                 |
| Ciclista | Ciclista             | Equipo                      | Tiempo          |
| 1.º | Mathieu van der Poel | Corendon-Circus             | 3 h 45 min 04 s |
| 2.º | Alexéi Lutsenko      | Astana                      | + 3 s           |
| 3.º | Danny van Poppel     | Team Jumbo-Visma            | + 4 s           |
| 4.º | Andrea Pasqualon     | Wanty-Gobert                | + 5 s           |
| 5.º | Markus Hoelgaard     | Uno-X Norwegian Development | + 6 s           |

### 2.ª etapa
| Henningsvær - Svolvær | etapa llana | (168,5 km) |

| \| Clasificación de la etapa \| Clasificación de la etapa \| Clasificación de la etapa \| Clasificación de la etapa \| Clasificación de la etapa \| \| Ciclista \| Ciclista \| Equipo \| Tiempo \| \| \| ------------------------- \| ------------------------- \| -------------------------- \| ------------------------- \| ------------------------- \| \| 1.º \| Bryan Coquard \| Vital Concept-B&B Hotels \| 3 h 15 min 41 s \| \| \| 2.º \| Mathieu van der Poel \| Corendon-Circus \| + 0 s \| \| \| 3.º \| Christophe Laporte \| Cofidis, Solutions Crédits \| + 0 s \| \| \| 4.º \| August Jensen \| Israel Cycling Academy \| + 0 s \| \| \| 5.º \| Louis Bendixen \| Team Coop \| + 0 s \| \| |                      |                            |                 |
| |                      |                            |                 |
| Fuente: ProCyclingStats |                      |                            |                 |
| Clasificación de la etapa |                      |                            |                 |
| Ciclista | Ciclista             | Equipo                     | Tiempo          |
| 1.º | Bryan Coquard        | Vital Concept-B&B Hotels   | 3 h 15 min 41 s |
| 2.º | Mathieu van der Poel | Corendon-Circus            | + 0 s           |
| 3.º | Christophe Laporte   | Cofidis, Solutions Crédits | + 0 s           |
| 4.º | August Jensen        | Israel Cycling Academy     | + 0 s           |
| 5.º | Louis Bendixen       | Team Coop                  | + 0 s           |

| \| Clasificación general \| Clasificación general \| Clasificación general \| Clasificación general \| Clasificación general \| \| Ciclista \| Ciclista \| Equipo \| Tiempo \| \| \| --------------------- \| --------------------- \| --------------------------- \| --------------------- \| --------------------- \| \| 1.º \| Mathieu van der Poel \| Corendon-Circus \| 7 h 16 min 09 s \| \| \| 2.º \| Alexéi Lutsenko \| Astana \| + 9 s \| \| \| 3.º \| Markus Hoelgaard \| Uno-X Norwegian Development \| + 9 s \| \| \| 4.º \| Andrea Pasqualon \| Wanty-Gobert \| + 11 s \| \| \| 5.º \| Christophe Laporte \| Cofidis, Solutions Crédits \| + 12 s \| \| |                      |                             |                 |
| |                      |                             |                 |
| Fuente: ProCyclingStats |                      |                             |                 |
| Clasificación general |                      |                             |                 |
| Ciclista | Ciclista             | Equipo                      | Tiempo          |
| 1.º | Mathieu van der Poel | Corendon-Circus             | 7 h 16 min 09 s |
| 2.º | Alexéi Lutsenko      | Astana                      | + 9 s           |
| 3.º | Markus Hoelgaard     | Uno-X Norwegian Development | + 9 s           |
| 4.º | Andrea Pasqualon     | Wanty-Gobert                | + 11 s          |
| 5.º | Christophe Laporte   | Cofidis, Solutions Crédits  | + 12 s          |

### 3.ª etapa
| Sortland - | etapa de media montaña | (176,5 km) |

| \| Clasificación de la etapa \| Clasificación de la etapa \| Clasificación de la etapa \| Clasificación de la etapa \| Clasificación de la etapa \| \| Ciclista \| Ciclista \| Equipo \| Tiempo \| \| \| ------------------------- \| ------------------------- \| ------------------------- \| ------------------------- \| ------------------------- \| \| 1.º \| Odd Christian Eiking \| Wanty-Gobert \| 4 h 07 min 32 s \| \| \| 2.º \| Warren Barguil \| Arkéa-Samsic \| + 5 s \| \| \| 3.º \| Alexéi Lutsenko \| Astana \| + 13 s \| \| \| 4.º \| Lilian Calmejane \| Total Direct Énergie \| + 17 s \| \| \| 5.º \| Krists Neilands \| Israel Cycling Academy \| + 17 s \| \| |                      |                        |                 |
| |                      |                        |                 |
| Fuente: ProCyclingStats |                      |                        |                 |
| Clasificación de la etapa |                      |                        |                 |
| Ciclista | Ciclista             | Equipo                 | Tiempo          |
| 1.º | Odd Christian Eiking | Wanty-Gobert           | 4 h 07 min 32 s |
| 2.º | Warren Barguil       | Arkéa-Samsic           | + 5 s           |
| 3.º | Alexéi Lutsenko      | Astana                 | + 13 s          |
| 4.º | Lilian Calmejane     | Total Direct Énergie   | + 17 s          |
| 5.º | Krists Neilands      | Israel Cycling Academy | + 17 s          |

| \| Clasificación general \| Clasificación general \| Clasificación general \| Clasificación general \| Clasificación general \| \| Ciclista \| Ciclista \| Equipo \| Tiempo \| \| \| --------------------- \| --------------------- \| ---------------------- \| --------------------- \| --------------------- \| \| 1.º \| Warren Barguil \| Arkéa-Samsic \| 11 h 23 min 56 s \| \| \| 2.º \| Alexéi Lutsenko \| Astana \| + 3 s \| \| \| 3.º \| Krists Neilands \| Israel Cycling Academy \| + 15 s \| \| \| 4.º \| Lilian Calmejane \| Total Direct Énergie \| + 18 s \| \| \| 5.º \| Hugo Houle \| Astana \| + 30 s \| \| |                  |                        |                  |
| |                  |                        |                  |
| Fuente: ProCyclingStats |                  |                        |                  |
| Clasificación general |                  |                        |                  |
| Ciclista | Ciclista         | Equipo                 | Tiempo           |
| 1.º | Warren Barguil   | Arkéa-Samsic           | 11 h 23 min 56 s |
| 2.º | Alexéi Lutsenko  | Astana                 | + 3 s            |
| 3.º | Krists Neilands  | Israel Cycling Academy | + 15 s           |
| 4.º | Lilian Calmejane | Total Direct Énergie   | + 18 s           |
| 5.º | Hugo Houle       | Astana                 | + 30 s           |

### 4.ª etapa
| Lødingen - Narvik | etapa llana | (166,5 km) |

| \| Clasificación de la etapa \| Clasificación de la etapa \| Clasificación de la etapa \| Clasificación de la etapa \| Clasificación de la etapa \| \| Ciclista \| Ciclista \| Equipo \| Tiempo \| \| \| ------------------------- \| ------------------------- \| --------------------------- \| ------------------------- \| ------------------------- \| \| 1.º \| Markus Hoelgaard \| Uno-X Norwegian Development \| 3 h 35 min 32 s \| \| \| 2.º \| Amund Grøndahl Jansen \| Team Jumbo-Visma \| + 0 s \| \| \| 3.º \| Alexéi Lutsenko \| Astana \| + 3 s \| \| \| 4.º \| Warren Barguil \| Arkéa-Samsic \| + 4 s \| \| \| 5.º \| Kristian Sbaragli \| Israel Cycling Academy \| + 4 s \| \| |                       |                             |                 |
| |                       |                             |                 |
| Fuente: ProCyclingStats |                       |                             |                 |
| Clasificación de la etapa |                       |                             |                 |
| Ciclista | Ciclista              | Equipo                      | Tiempo          |
| 1.º | Markus Hoelgaard      | Uno-X Norwegian Development | 3 h 35 min 32 s |
| 2.º | Amund Grøndahl Jansen | Team Jumbo-Visma            | + 0 s           |
| 3.º | Alexéi Lutsenko       | Astana                      | + 3 s           |
| 4.º | Warren Barguil        | Arkéa-Samsic                | + 4 s           |
| 5.º | Kristian Sbaragli     | Israel Cycling Academy      | + 4 s           |

## Clasificaciones finales
- Las clasificaciones finalizaron de la siguiente forma:[4]

### Clasificación general
| \| Clasificación general \| Clasificación general \| Clasificación general \| Clasificación general \| Clasificación general \| \| Ciclista \| Ciclista \| Equipo \| Tiempo \| \| \| --------------------- \| --------------------- \| --------------------------- \| --------------------- \| --------------------- \| \| 1.º \| Alexéi Lutsenko \| Astana \| 14 h 59 min 27 s \| \| \| 2.º \| Warren Barguil \| Arkéa-Samsic \| + 1 s \| \| \| 3.º \| Krists Neilands \| Israel Cycling Academy \| + 19 s \| \| \| 4.º \| Lilian Calmejane \| Total Direct Énergie \| + 23 s \| \| \| 5.º \| Hugo Houle \| Astana \| + 40 s \| \| \| 6.º \| Sindre Skjøstad Lunke \| Riwal Readynez \| + 42 s \| \| \| 7.º \| Markus Hoelgaard \| Uno-X Norwegian Development \| + 43 s \| \| \| 8.º \| Amund Grøndahl Jansen \| Team Jumbo-Visma \| + 51 s \| \| \| 9.º \| Enrico Gasparotto \| Dimension Data \| + 53 s \| \| \| 10.º \| Stephen Cummings \| Dimension Data \| + 1 min 12 s \| \| |                       |                             |                  |
| |                       |                             |                  |
| Fuente: ProCyclingStats |                       |                             |                  |
| Clasificación general |                       |                             |                  |
| Ciclista | Ciclista              | Equipo                      | Tiempo           |
| 1.º | Alexéi Lutsenko       | Astana                      | 14 h 59 min 27 s |
| 2.º | Warren Barguil        | Arkéa-Samsic                | + 1 s            |
| 3.º | Krists Neilands       | Israel Cycling Academy      | + 19 s           |
| 4.º | Lilian Calmejane      | Total Direct Énergie        | + 23 s           |
| 5.º | Hugo Houle            | Astana                      | + 40 s           |
| 6.º | Sindre Skjøstad Lunke | Riwal Readynez              | + 42 s           |
| 7.º | Markus Hoelgaard      | Uno-X Norwegian Development | + 43 s           |
| 8.º | Amund Grøndahl Jansen | Team Jumbo-Visma            | + 51 s           |
| 9.º | Enrico Gasparotto     | Dimension Data              | + 53 s           |
| 10.º | Stephen Cummings      | Dimension Data              | + 1 min 12 s     |

### Clasificación de la montaña
| Clasificación de la montaña | Clasificación de la montaña | Clasificación de la montaña | Clasificación de la montaña | Clasificación de la montaña |
| Ciclista                    | Ciclista                    | Equipo                      | Puntos                      |                             |
| --------------------------- | --------------------------- | --------------------------- | --------------------------- | --------------------------- |
| 1.º                         | Odd Christian Eiking        | Wanty-Gobert                | 20 pts                      |                             |
| 2.º                         | Stephen Cummings            | Dimension Data              | 12 pts                      |                             |
| 3.º                         | Jonas Hvideberg             | Uno-X Norwegian Development | 11 pts                      |                             |
| 4.º                         | Tom Slagter                 | Dimension Data              | 10 pts                      |                             |
| 5.º                         | Alexéi Lutsenko             | Astana                      | 10 pts                      |                             |
| 6.º                         | Warren Barguil              | Arkéa-Samsic                | 8 pts                       |                             |
| 7.º                         | Markus Hoelgaard            | Uno-X Norwegian Development | 5 pts                       |                             |
| 8.º                         | Lilian Calmejane            | Total Direct Énergie        | 5 pts                       |                             |
| 9.º                         | Lucas Eriksson              | Riwal Readynez              | 5 pts                       |                             |
| 10.º                        | Danny van Poppel            | Team Jumbo-Visma            | 4 pts                       |                             |

### Clasificación por puntos
| Clasificación por puntos | Clasificación por puntos | Clasificación por puntos    | Clasificación por puntos | Clasificación por puntos |
| Ciclista                 | Ciclista                 | Equipo                      | Puntos                   |                          |
| ------------------------ | ------------------------ | --------------------------- | ------------------------ | ------------------------ |
| 1.º                      | Alexéi Lutsenko          | Astana                      | 30 pts                   |                          |
| 2.º                      | Mathieu van der Poel     | Corendon-Circus             | 27 pts                   |                          |
| 3.º                      | Markus Hoelgaard         | Uno-X Norwegian Development | 25 pts                   |                          |
| 4.º                      | Bryan Coquard            | Vital Concept-B&B Hotels    | 24 pts                   |                          |
| 5.º                      | Warren Barguil           | Arkéa-Samsic                | 23 pts                   |                          |
| 6.º                      | Krists Neilands          | Israel Cycling Academy      | 18 pts                   |                          |
| 7.º                      | Odd Christian Eiking     | Wanty-Gobert                | 15 pts                   |                          |
| 8.º                      | Amund Grøndahl Jansen    | Team Jumbo-Visma            | 15 pts                   |                          |
| 9.º                      | Danny van Poppel         | Team Jumbo-Visma            | 14 pts                   |                          |
| 10.º                     | Andrea Pasqualon         | Wanty-Gobert                | 13 pts                   |                          |

### Clasificación de los jóvenes
| Clasificación del mejor joven | Clasificación del mejor joven | Clasificación del mejor joven | Clasificación del mejor joven | Clasificación del mejor joven |
| Ciclista                      | Ciclista                      | Equipo                        | Tiempo                        |                               |
| ----------------------------- | ----------------------------- | ----------------------------- | ----------------------------- | ----------------------------- |
| 1.º                           | Krists Neilands               | Israel Cycling Academy        | 14 h 59 min 46 s              |                               |
| 2.º                           | Markus Hoelgaard              | Uno-X Norwegian Development   | + 24 s                        |                               |
| 3.º                           | Amund Grøndahl Jansen         | Team Jumbo-Visma              | + 32 s                        |                               |
| 4.º                           | Lucas Eriksson                | Riwal Readynez                | + 1 min 01 s                  |                               |
| 5.º                           | Benjamin Declercq             | Sport Vlaanderen-Baloise      | + 1 min 28 s                  |                               |
| 6.º                           | Brandon McNulty               | Rally UHC Cycling             | + 2 min 47 s                  |                               |
| 7.º                           | Mathieu van der Poel          | Corendon-Circus               | + 3 min 46 s                  |                               |
| 8.º                           | Franck Bonnamour              | Arkéa-Samsic                  | + 6 min 12 s                  |                               |
| 9.º                           | Jordi Warlop                  | Sport Vlaanderen-Baloise      | + 7 min 08 s                  |                               |
| 10.º                          | Odd Christian Eiking          | Wanty-Gobert                  | + 16 min 37 s                 |                               |

### Clasificación por equipos
| Clasificación por equipos | Clasificación por equipos  | Clasificación por equipos | Clasificación por equipos |
| Equipo                    | Equipo                     | Tiempo                    |                           |
| ------------------------- | -------------------------- | ------------------------- | ------------------------- |
| 1.º                       | Astana                     | 45 h 02 min 14 s          |                           |
| 2.º                       | Riwal Readynez             | + 2 min 13 s              |                           |
| 3.º                       | Total Direct Énergie       | + 14 min 34 s             |                           |
| 4.º                       | Sport Vlaanderen-Baloise   | + 14 min 56 s             |                           |
| 5.º                       | Team Jumbo-Visma           | + 15 min 26 s             |                           |
| 6.º                       | Dimension Data             | + 22 min 46 s             |                           |
| 7.º                       | Arkéa-Samsic               | + 28 min 36 s             |                           |
| 8.º                       | Katusha-Alpecin            | + 28 min 59 s             |                           |
| 9.º                       | Wanty-Groupe Gobert        | + 36 min 40 s             |                           |
| 10.º                      | Cofidis, Solutions Crédits | + 38 min 08 s             |                           |

## Evolución de las clasificaciones
| Etapa                   | Vencedor                | Clasificación general | Clasificación de la montaña | Clasificación por puntos | Clasificación de los jóvenes | Clasificación por equipos |
| ----------------------- | ----------------------- | --------------------- | --------------------------- | ------------------------ | ---------------------------- | ------------------------- |
| 1.ª                     | Mathieu van der Poel    | Mathieu van der Poel  | Stephen Cummings            | Mathieu van der Poel     | Mathieu van der Poel         | Sport Vlaanderen-Baloise  |
| 2.ª                     | Bryan Coquard           | Mathieu van der Poel  | Stephen Cummings            | Mathieu van der Poel     | Mathieu van der Poel         | Sport Vlaanderen-Baloise  |
| 3.ª                     | Odd Christian Eiking    | Warren Barguil        | Stephen Cummings            | Mathieu van der Poel     | Krists Neilands              | Astana                    |
| 4.ª                     | Markus Hoelgaard        | Alexey Lutsenko       | Odd Christian Eiking        | Alexey Lutsenko          | Krists Neilands              | Astana                    |
| Clasificaciones finales | Clasificaciones finales | Alexey Lutsenko       | Odd Christian Eiking        | Alexey Lutsenko          | Krists Neilands              | Astana                    |

## UCI World Ranking
La Arctic Race de Noruega otorgó puntos para el UCI World Ranking para corredores de los equipos en las categorías UCI WorldTeam, Profesional Continental y Equipos Continentales. Las siguientes tablas son el baremo de puntuación y los 10 corredores que obtuvieron más puntos:
| Posición              | 1.º | 2.º | 3.º | 4.º | 5.º | 6.º | 7.º | 8.º | 9.º | 10.º | 11.º | 12.º | 13.º | 14.º | 15.º | 16.º-30.º | 31.º-40.º |
| Clasificación general | 200 | 150 | 125 | 100 | 85  | 70  | 60  | 50  | 40  | 35   | 30   | 25   | 20   | 15   | 10   | 5         | 3         |
| Por etapa             | 20  | 10  | 5   |     |     |     |     |     |     |      |      |      |      |      |      |           |           |
| Líder                 | 5   |     |     |     |     |     |     |     |     |      |      |      |      |      |      |           |           |

| Clasificación |                       |                             |         |       |       |       |
| Posición      | Ciclista              | Equipo                      | General | Etapa | Líder | Total |
| ------------- | --------------------- | --------------------------- | ------- | ----- | ----- | ----- |
| 1.º           | Alexey Lutsenko       | Astana                      | 200     | 10    | -     | 210   |
| 2.º           | Warren Barguil        | Arkéa Samsic                | 150     | 10    | 5     | 165   |
| 3.º           | Krists Neilands       | Israel Cycling Academy      | 125     | -     | -     | 125   |
| 4.º           | Lilian Calmejane      | Total Direct Énergie        | 100     | -     | -     | 100   |
| 5.º           | Hugo Houle            | Astana                      | 85      | -     | -     | 85    |
| 6.º           | Markus Hoelgard       | Uno-X Norwegian Development | 60      | 20    | -     | 80    |
| 7.º           | Sindre Skjøstad Lunke | Riwal Readynez              | 70      | -     | -     | 70    |
| 8.º           | Amund Grøndahl Jansen | Jumbo-Visma                 | 50      | 10    | -     | 60    |
| 9.º           | Mathieu van der Poel  | Corendon-Circus             | 5       | 30    | 10    | 45    |
| 10.º          | Enrico Gasparotto     | Dimension Data              | 40      | -     | -     | 40    |